# Markaz Ibshawāy
Markaz Ibshawāy (arabiska: مركز إبشواي) är en region i Egypten.   Den ligger i guvernementet Faijum, i den centrala delen av landet, 100 km sydväst om huvudstaden Kairo.